# Иволгинское городище
Иволги́нское городи́ще или Хуннское городище — устоявшееся название археологического памятника эпохи Хунну в Западном Забайкалье. Шире — Иволгинский археологический комплекс, включающий Большое и Малое городища, а также могильник.
На рубеже I в. до н. э. — I в. н. э. — протогород, пограничный форпост, торговый, административный, ремесленный и земледельческий центр на северной окраине империи Хунну.

## Географическое положение
Исследованная археологами часть города Хуннов находится на расстоянии 2 км к юго-западу от города Улан-Удэ на левобережье Селенги, на первой надпойменной террасе старицы реки, в 1 км юго-восточнее села Нур-Селение, в 1 км к югу от села Сужа, в 1 км от автомагистрали Р258 «Байкал».

## История исследования
Известно более 20 городищ хунну, расположенных на территории Сибири и Монголии, но изучены на современном уровне только четыре укреплённых городища — Иволгинское (Бурятия), Баян-Ундэр (Бурятия), Тэрэлжин Дэрэвэлжин (Центральная Монголии) и городище близ Абакана в Хакасии, — а также два неукреплённых поселения: Дуренское (Бурятия) и Боро (Центральная Монголия). Нет единого мнения о том, какое место занимали осёдлые населённые пункты у хуннов. Одни исследователи (Г. П. Сосновский, Ц. Доржсурэн, М. И. Рижский, П. Б. Коновалов, С. В. Данилов, Х. Пэрлээ) считали, что хунну не были кочевниками в чистом виде, а представляли собой полукочевой этнос и, соответственно, жили в этих городищах. По мнению других исследователей (А. Н. Бернштам, Ма Чаншоу, А. В. Давыдова, Л. Н. Гумилёв, С. И. Руденко, А. М. Хазанов, Г. Е. Марков), в городищах жили по большей части иммигранты или пленники из осёдло-земледельческих обществ. Хуннские городища, из-за своего небольшого размера, не могли выполнять оборонительные функции — они не способны были задержать большие армии. Кроме того, в военной тактике хунны полагались на подвижность армейских подразделений и скептически относились к обороне в осаде, в этом они видели одну из главных причин своей военной неуязвимости.
Иволгинское городище издавна известно местному бурятскому населению под названием бур. Хяатад газар — «китайское место».
Впервые Иволгинское городище описал краевед В. В. Попов, который в 1927 году совместно с В. П. Дуненко и А. Ф. Кобылкиным осмотрели его местонахождение. В 1928—1929 годах археологом Г. П. Сосновским было изучено три жилища, представляющих собой полуземлянки. Позднее им, по проведённым исследованиям, было опубликовано описание и план городища. В 1949 году в составе Бурят-Монгольской археологической экспедиции, по инициативе археолога А. П. Окладникова, был организован Иволгинский отряд (руководитель отряда — В. П. Шилов), который в 1949—1950 годах заложил 18 раскопов на территории памятника. Исследователями были найдены железоплавильная мастерская, 22 жилища и большое наземное здание.
В 1955 году экспедиция Ленинградского университета под руководством А. В. Давыдовой в 800 метрах к северо-востоку от городища обнаружила могильник. Было раскопано 216 могил.
В 1973—1974 годах под руководством археолога Е. А. Хамзиной проводилась сплошная паспортизация памятников археологии в Иволгинском районе. В результате этих работ Иволгинский комплекс был поставлен на государственный учёт. В начале 1980-х годов Специальной научно-реставрационной мастерской Министерства культуры Бурятской АССР было проведено выделение охранных зон Нижнеиволгинского археологического комплекса включавшего Нижнеиволгинское большое городище, Нижнеиволгинское малое городище и Нижнеиволгинский могильник. В 1987—1989 годы на городище работал Иволгинский археологический отряд Специализированных научнореставрационно-производственных мастерских Министерства культуры Бурятской АССР под руководством С. С. Миняева. В связи с планируемыми работами по искусственному орошению долины реки Селенги, где расположен памятник, встал вопрос о его сохранности. Министерством культуры Бурятской АССР было принято решение по реконструкции и музеефикации ряда объектов Иволгинского городища. Основное внимание при археологических раскопках было уделено получению исходных данных для реконструкции и музеефикации оборонительных сооружений.
В 1996 году в связи с подготовкой и проведением Археологического Конгресса посвящённого 100-летию открытия хуннских памятников на Иволгинском городище под руководством Н. В. Именохоева были проведены зачистки стенок траншеи для показа участникам Конгресса. Эта траншея была заложена в ещё 1987—1989 гг. экспедицией С. С. Миняева. В 1994 году В. И. Ташаком было проведено предварительное археологическое обследование участка реконструкции ЛЭП — 35 на территории Иволгинского гуннского городища.
С 2008 года на территории памятника работала Байкальская археологическая экспедиция.
По состоянию на 2012 год городище исследовано приблизительно на треть.
Палинологические данные отражают палеорастительность региона и показывают обилие лесных ландшафтов в прошлом. Фауна представлена моллюсками (7 таксонов), рыбами (14 таксонов), земноводными (3 таксона), рептилиями (1 таксон) и дикими млекопитающими (18 таксонов). Видовой состав и экологические данные свидетельствуют о мозаичности окружающих городище ландшафтов: таёжные и лесные, степные и лесостепные биотопы, а также луга в долине Селенги с преобладанием открытых степных пространств. В эпоху империи хунну (209 год до н. э. — 48 год н. э.) климат был менее засушливым.
Находки с Иволгинского городища хранятся в Музее истории Бypятии, в Этнографическом музее народов Забайкалья и в Государственном Эрмитаже в отдельном зале. В Этнографическом музее можно посмотреть план города, с изображёнными валами, укреплениями и зданиями.

### Охранный статус
Памятник археологии охраняется государством в соответствии с Постановлением Совета Министров РСФСР № 1327 от 30 августа 1960 года и Постановлением Совета Министров РСФСР № 624 от 4 декабря 1974 года.

## Городище
На Иволгинском городище раскопано 54 жилища, которые по размеру площади были разбиты на несколько групп: к первой группе относят четыре жилища, площадью до 10 м²; во вторую группу входят 13 жилищ, площадью до 20 м²; 24 жилища, площадью до 30 м², относят к третьей группе; в четвертую группу входят жилища площадью более 30 м² и до 100 м², таких жилищ раскопано 13 штук и наконец к последней группе относится одно жилище, площадью более 100 м², которое выполняло административные функции.
Согласно «демографической археологии», в которой специальными исследованиями было обоснована норма площади жилища на одного человека — 1,8-3,6 м², Н. Н. Крадин примерно оценил количество жителей, которые могли проживать в раскопанных жилищах в 250—300 человек. А так как площадь раскопанной территории составляет лишь 1/10 от общей площади всего городища, Н. Н. Крадин предположил, что в сумме численность жителей Иволгинского городища могло составлять 2500 — 3000 человек.
Находки плугов, мотыг, серпов, зернотёрок и т. п. при раскопках городища свидетельствует о том, что местное население занималось земледелием. В археологии сложился факт, что сельскохозяйственные зоны у поселений располагались примерно в радиусе одного часа ходьбы пешком или примерно 5 км. Используя эти данные Н. Н. Крадин примерно оценил продуктивные территории для пастбищ и земледелия вокруг Иволгинского городища в 34,5 км², куда не входит непригодные территории для земледелия — леса, болота, реки и т. п. С этой площади жители могли собрать 2532110 кг зерновых. Но учитывая численность населения поселения и природно-климатические условия Юго-Западного Забайкалья, жители Иволгинского городища могли вспахать, заборонить и засеять за три недели мая не более 1800 га пахотных земель и собрать с них 1321000 кг зерновых, из которых не менее 900 т уходило на питание жителей и примерно 300 т на посевной запас. Остатки в 100 т могли уходить на подкормку рогатого скота, прикормку молодняка и свиней. Также Н. Н. Крадиным не исключалось, что жители могли частично удовлетворять потребности в сельхоз продукции и части местных кочевников.
Жители Иволгинского городища занимались охотой, но её роль для них была невелика. В основном они охотились при помощи лук и стрел на косулю, оленя, степную антилопу и лисицу, в меньшей степени на лося, медведя, барсука, зайца и хорька. По Н. Н. Крадину, площадь потенциальной охоты в двух часах пешей доступности, за исключением площади сельхозугодий, у Иволгинского городища составляла 122,5 т/га.
Помимо охоты население Иволгинского городища занималось животноводством, по археологическим данным они разводили свиней, овец, коз и крупный рогатый скот. Из всей остеологической коллекции кости диких животных составляли 7,5 %, а домашних — 92,5 %. То есть животноводство значительно преобладало над охотой. Самыми распространенными домашними животными были домашний бык (служил основной тягловой силой в хозяйстве) и свинья (главный источник мяса). Предположительно, «малое» городище, расположенное в 100 м от основного использовалось как загон для скота. По подсчетам Н. Н. Крадина, общее возможное число голов крупного рогатого скота составляло около 500, то есть примерно по одному быку на семью. Приблизительно в такое же количество он оценивал и поголовье свиней.
Жители Иволгинского городища занимались рыболовством, но оно не составляло существенной доли в структуре питания. Тем не менее в летние месяцы рыба отчасти компенсировала нехватку мяса. Рыболовством население городища занималось с конца апреля — первой декады мая (когда с Селенги сходил лёд) и до конца лета. Ближе к осени производились массовые заготовки рыбы на зиму. Согласно археологическим данным, самым распространёнными вылавливаемыми видами рыб были чебак, щука, налим, ленок, окунь, язь, изредка осётр, хариус, таймень и байкальский омуль.

### Большое городище
Поселение представляло собой мощную крепость квадратной формы размером 340 × 340 м. Площадь укрепления составляла 11,5 га. С внешней стороны стены крепости были «галькобетонные», с внутренней — из толстых деревянных досок. Поселение было укреплено мощным оборонительным поясом, состоящим из четырёх валов, разделённых рвами.
Жители города занимались охотой, рыболовством, скотоводством, земледелием и ремёслами — кузнечным, металлургическим, оружейным, гончарным, косторезным.
Город был густо заселён, дома его обитателей и ремесленные мастерские располагались очень близко друг к другу, образовывая улицы, жилые и производственные кварталы. Поселение имело крестовую планировку.
Жилые дома (всего раскопано 54 строения) были квадратной формы со сторонами от 3 до 7 метров, с углублением пола в грунт до 1 м, покрывались многослойными двускатными крышами, стены и пол обмазывались глиной. Вход устраивался в юго-восточном углу южной стены. Жилища обогревались очагом, сооружённым из каменных плит. Печь находилась напротив входа, в северо-восточном углу. По северной и западной стенам проходил дымоход, также сложенный из каменных плит и завершавшийся вытяжной трубой в юго-западном углу. В центре города находился самый большой дом прямоугольной формы размером 15 × 11,5 м. Строение было полностью наземным из глинобитных стен толщиной более 1 метра. Система отопления и обогрева была такой же, как и в других жилищах. Скорее всего, это был дом правителя крепости.
Поселение просуществовало почти два века и было разорено предположительно в середине I века н. э. в результате военного нападения.

### Малое городище
Расположено в 100 м к югу от Большого городища. Представляет собой обвалованный трапециевидный участок, с шириной валов в 6—8 м. Длина южного вала — 94 м, западного — 142 м, северного — 15 м. Культурных слоёв в городище не обнаружено, предполагается использование этой территории в качестве загона для скота.

### Могильник
Расположен в 0,8 км к северо-востоку от Большого городища у реки Иволги. Составляет с городищем единый комплекс. На площади в 8000 м² обнаружены 216 могил с останками 244 человек.

## Современное состояние
Иволгинское городище представляет собой поле размером 348 м с севера на юг и 194—216 м с запада на восток. С восточной стороны примерно треть памятника уничтожена в результате подмыва рекой Селенгой. На южных границах городища, в окрестностях горы Тологой, находится несколько сакральных мест, где проводят обряды шаманы и буддийские ламы. На северном склоне горы высится субурган.
В 2011 году на международной конференции городов Всемирного наследия Евразии в Стамбуле президент Гуннского фонда Олег Булутов представил общественности проект реконструкции гуннской крепости. Крепость планируется воссоздать в натуральную величину поблизости с Иволгинским городищем. Проект поддержан властями Улан-Удэ. Представители Гуннского фонда и археологи Бурятии готовят проект включения городища в список участков Всемирного культурного наследия ЮНЕСКО.
В 2011 году власти города Улан-Удэ планировали включить территорию Иволгинского городища в границы столицы Бурятии и благодаря этому состарить город на две тысячи лет. Это могло сделать Улан-Удэ одним из самых древних городов России.
В 2011 году, в начале сентября, мэрия Улан-Удэ провела День древнего города. Под открытым небом, в центре столицы Бурятии, артисты Бурятского театра оперы и балета представили оперу Джузеппе Верди «Аттила», а дизайнеры этнической одежды устроили показ гуннской коллекции.
С 2005 года каждое лето поблизости с городищем, на берегу Селенги, Гуннский фонд проводит межрегиональный фестиваль гуннской культуры.
2 сентября 2016 года руководство Республики Бурятия и местная общественность на территории Хуннского городища открыли памятный камень.
В настоящее время около трети площади Иволгинского археологического комплекса размыто водами реки Селенги.

### Реконструкция
В 2019 году МУ «Управление культуры и туризма», министерство туризма Бурятии и администрация Иволгинского района начали масштабную реконструкцию городища. В 2019 году была построена крепостная стена из частокола, две сторожевые башни и ворота. В 2020 году построен конный двор и деревянная юрта, в которой можно купить сувениры, а также разработан проект по сохранению Иволгинского могильника. В 2021 году построен деревянный музей в древне-историческом виде с земляной крышей, проведено электричество.